# Невгамовні друзяки
«Невгамовні друзяки»  — канадський мультсеріал, створений Асафом Фіпке, розроблений Nerds Corps Entertainment.

## Фабула
Природа і припустити не могла, що чайка, білка і заєць одного разу опиняться на межі вимирання. Ну, принаймні там, де мешкає наша трійка героїв. Ще більше природа здивувалася б, дізнавшись, що ця трійця дружить. Абсолютно незвичайні, екстравагантні герої і найстрашніший, а від цього і кумедний гумор. 
Головні герої — троє друзів, які такі несхожі на перший погляд. Схиблена на безпеці і чистоті білка Мерл, яка завжди носить у кишені флакончик дезінфектора, а за парочкою броньованих дверей має бункер безпеки. Чайка Ґалл – адепт антисанітарії, здатний створити собі друга з качана кукурудзи, знайденого на звалищі. І милий наївний заєць Пікл, злегка несповна розуму. Вони всі разом живуть у дереві і бояться стати останніми представниками свого виду на цій планеті.
Котел божевільних пригод і безглуздих ситуацій. Проте дружба несхожих героїв рятує їх від різних небезпек.

## Виробництво
Оригінальна ідея для мультсеріалу була задумана в 2010 році і була зосереджена більше на темах захисту навколишнього середовища, ніж його кінцевий результат. Серед деяких інших відмінностей було те, що персонажа Мерла не було в оригінальному проєкті, а імена та зовнішність двох інших головних героїв відрізнялися від остаточної версії.

## Український дубляж
Українською мовою мультсеріал дубльовано студією «1+1» на замовлення телеканалу «ПлюсПлюс» у 2016 році.
- Ролі дублювали:
  - Мерл — Олександр Погребняк, Дмитро Завадський (кілька серій)
  - Пікл — Катерина Буцька
  - Ґалл — Максим Кондратюк